# HLW Feldbach
Die HLW Feldbach ist eine Höhere Lehranstalt für wirtschaftliche Berufe (BMHS) in Feldbach im steirischen politischen Bezirk Südoststeiermark.

## Geschichte
Die HLW Feldbach in ihrer heutigen Form geht auf die „Städtische Einjährige Haushaltungsschule“ zurück, die 1954 gegründet wurde. Eine Dekade später wurde die Schule ab 1964 als 2-jährige „Städtische Fachschule für wirtschaftliche Frauenberufe“ geführt. 1980 erfolgte die Übernahme durch die Republik Österreich und die Umbenennung in „Bundesfachschule für wirtschaftliche Frauenberufe“, wobei die 3-jährige Fachschule 1983 eröffnet wurde.
1999, kurz vor der Jahrtausendwende, startete die Schule als 5-jährige „Höhere Lehranstalt für wirtschaftliche Berufe“ (HLW) mit dem ersten Klassenzug, der 2005 um einen zweiten erweitert wurde. Nach dem Umbau des Bundesschulzentrums von 2013 bis 2015 und der Rückkehr aus der Containerschule in den angestammten Schulkomplex wurde an der HLW Feldbach 2019 erstmals die „Woche der offenen Lernkultur“ eingeführt.

## Ausbildungsangebot
Die 5-jährige Höhere Lehranstalt schließt mit einer Reife- und Diplomprüfung ab und befähigt neben einer Berufsausbildung zum Studium an allen Universitäten, Akademien, Kollegs und Fachhochschulen. Zusätzlich werden Lehrabschlüsse als Bürokauffrau/-mann, Restaurantfachfrau/-mann (mit LAP) und Koch/Köchin (ohne LAP) erworben. Durch die Absolvierung der Reife- und Diplomprüfung (Matura) ist der theoretische Teil der Unternehmerprüfung abgeschlossen. Damit sind alle Absolventinnen und Absolventen auch zum direkten Berufseinstieg befähigt. Diese Ausbildungsrichtungen werden an der HLW Feldbach angeboten:
- Gesundheits- und Sozialmanagement (GSUND)[3]
- Lebensmittelentwicklung und Management (LEBMA)[4], seit 2020